# James O. Urmson
James Opie Urmson (* 4. März 1915 in Hornsea, Yorkshire; † 29. Januar 2012) war ein britischer Philosoph.

## Leben
Urmson studierte seit 1934 am Corpus Christi College in Oxford. Von 1939 bis 1945 wirkte er am Magdalen College und von 1945 bis 1955 am Christ Church College. Von 1955 bis 1959 lehrte er als Professor für Philosophie an der Universität von St. Andrews und seit 1959 als Professor für Philosophie am Corpus Christi College in Oxford. Als Gastprofessor in Princeton im akademischen Jahr 1950/51 freundete er sich mit John Rawls an. Dreimal war er Gastprofessor an der Universität von Michigan.

## Forschungsschwerpunkte
Seine Forschungsschwerpunkte waren J. L. Austin, John Stuart Mill und Aristoteles. Urmson gab posthum Austins Vorlesungsreihe How to do things with words heraus. Sehr bekannt sind seine Beiträge zur ethischen Debatte, z. B. seine Aufsätze On Grading (1950), The Interpretation of the Moral Philosophy of J. St. Mill (1953) und Saints and Heros (1958) und sein Buch über die Ethik des Aristoteles. Urmson betrachtete die Einteilung von Handlungen in moralisch verbotene, erlaubte und verpflichtende als ungenügend und fügte mit dem Begriff der Supererogation eine vierte Kategorie hinzu: Handlungen, die moralisch lobenswert, aber nicht verpflichtend sind. Mill interpretiert er als Regelutilitaristen. Keines seiner Bücher wurde ins Deutsche übersetzt. Eine deutschsprachige Monographie, die sich mit seinem Werk beschäftigt, fehlt bis heute. Unter den deutschen Philosophen wird er u. a. von Maximilian Forschner rezipiert.

## Veröffentlichungen
Autor
- On Grading. In: Mind 59 (1950) 145–169.
- Philosophical Analysis. Its Development between the Two World Wars. Clarendon Press, Oxford 1958.
- Berkeley. Oxford University Press, Oxford 1983, ISBN 978-0192875464.
- Aristotle’s Ethics. Oxford University Press, Oxford 1988.
- The Greek Philosophical Vocabulary. Duckworth, London 1990, ISBN 978-0715623350.

Herausgeber
- The Concise Encyclopedia of Western Philosophy. Gemeinsam mit Jonathan Rée. Routledge 2004.
- John Langshaw Austin: How to Do Things with Words. The William James Lectures delivered at Harvard University in 1955.[5] Postum gemeinsam mit Marina Sbisa. Zweite, verbesserte Auflage Harvard University Press, 1975 [1. Auflage Clarendon Press, Oxford 1962].
  - Deutsche Ausgabe: Zur Theorie der Sprechakte. Deutsche Bearbeitung von Eike von Savigny. Reclam, Ditzingen 1972, ISBN 3-15-009396-1

Übersetzer
- Simplikios: Corollaries on Place and Time. Duckworth, London 1992, ISBN 0-7156-2252-8
- Simplikios: On Aristotle, Physics 3. Duckworth, London 2002, ISBN 0-7156-3067-9
- Simplikios: On Aristotle, Physics 4.1-5, 10–14. Duckworth, London 1992, ISBN 0-7156-2434-2
- Simplikios: On Aristotle, Physics 5. Duckworth, London 1997, ISBN 0-7156-2765-1